# Centre d'extermini de Bernburg
El centre d'extermini de Bernburg (en alemany: NS-Tötungsanstalt Bernburg) va ser una institució nazi que va estar en funcionament del 21 de novembre de 1940 al 30 de juliol de 1943 en una ala separada del sanatori estatal Landes-Heil- und Pflegeanstalt a Bernburg, una ciutat a la vora del riu Saale de l'estat alemany de Saxònia-Anhalt.
Va ser un dels diversos centres d'eutanàsia dirigits pels nazis sota el programa Aktion T4. Un total de 9.384 persones malaltes o discapacitades de 33 sanatoris i residències d'avis, així com uns 5.000 presoners de sis camps de concentració van ser assassinats allí en una cambra de gas amb monòxid de carboni. Avui hi ha un memorial a Bernburg en commemoració de les víctimes.

## Història
Les víctimes del centre d'extermini de Bernburg es van classificar segons el seu lloc d'origen. Segons els registres, incloïen: persones malaltes i discapacitades d'institucions de les províncies de Brandenburg, Saxònia i Slesvig-Holstein, els estats d'Anhalt, Braunschweig i Mecklenburg, així com la capital Berlín i la ciutat d'Hamburg. Segons un document conservat anomenat Hartheim statistics, 8.601 persones van ser assassinades a Bernburg el 1941.
Els organitzadors del Programa d'Eutanàsia nazi, més tard conegut com Aktion T4, Viktor Brack i Karl Brandt, van ordenar que l'assassinat de pacients només pogués ser dut a terme per metges, perquè la carta d'autorització de Hitler datada l'1 de setembre de 1939 només es referia als metges. El funcionament de l'aixeta del gas era, doncs, feina dels metges dels centres d'extermini. Malgrat això, durant el curs del Programa d'Eutanàsia, en absència dels metges o per altres motius, l'aixeta del gas també va ser operada per personal no mèdic. En correspondència amb el món exterior, els metges van emprar noms falsos.
El 31 de gener de 1941, Joseph Goebbels va escriure al seu diari: «Vaig parlar amb Philipp Bouhler de la qüestió de la liquidació silenciosa dels malalts mentals. 40.000 han desaparegut, 60.000 encara hi han d'anar. Això és un treball difícil, però necessari. I s'ha de fer ara. Bouhler és l'home adequat per a fer-ho». La xifra prevista de 100.000 víctimes esmentada aquí no es va assolir segons Hartheim statistics. L'historiador Uwe Dietrich Adam va plantejar la pregunta de si el Programa d'Eutanàsia es va aturar perquè els seus especialistes es necessitaven amb urgència als camps d'extermini on aviat van ser desplegats.
A la primavera de 1942, 1.400 dones del camp de concentració de Ravensbrück havien estat assassinades a Bernburg. A principis de juny de 1942, 300 presoners del camp de concentració de Neuengamme van ser transportats a Bernburg i assassinats immediatament després de l'arribada mitjançant l'ús de monòxid de carboni, probablement el 5 de juny de 1942. Aquestes 300 víctimes (uns 80 presoners jueus alemanys i 220 detinguts anomenats «asocials» o que estaven greument malalts i incapaços de treballar) tenen el nom al lloc commemoratiu del camp de concentració de Neuengamme.
Abans de treballar a Bernburg, Irmfried Eberl va ser metge i cap mèdic del Centre d'extermini de Brandenburg amb el mateix personal. A causa de la seva experiència, des de l'estiu de 1942 Eberl va ser nomenat comandant del camp de concentració de Treblinka com a part de la fase més mortífera de l'Holocaust a Polònia coneguda com Operació Reinhardt. Irmfried Eberl va ser nomenat primer comandant del camp l'11 de juliol de 1942. Va ser l'únic metge que va comandar un camp d'extermini durant la Segona Guerra Mundial.